# Beaucaire (Gard)

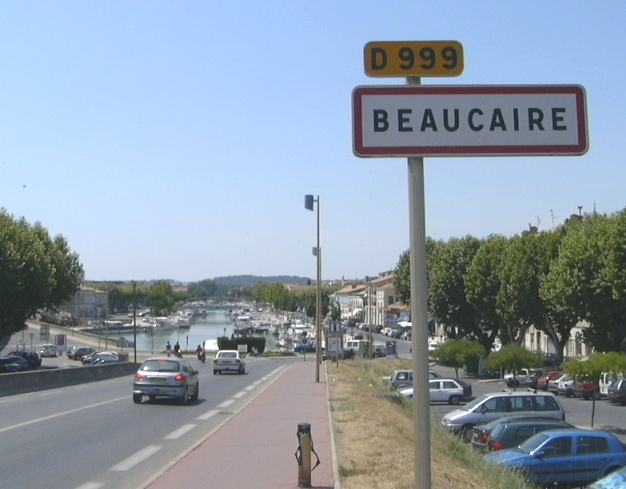
Beaucaire

Beaucaire (okcyt. Bèucaire) – miejscowość i gmina we Francji, w regionie Oksytania, w departamencie Gard.

## Położenie
Miasto Beaucaire znajduje się na wschodnim skraju departamentu Gard, na prawym brzegu Rodanu, w centrum trójkąta, utworzonego przez Nîmes na zachodzie, Awinion na północnym wschodzie i Arles na południu. Leży na pograniczu dużych regionów historycznych: Langwedocji i Prowansji oraz wyraźnie wyróżniających się krain naturalnych: Camargue (na południu) i płaskowyżu Costières (na północy). Naprzeciwko, po drugiej stronie Rodanu, znajduje się miasto Tarascon w departamencie Delta Rodanu, z którym tworzy aglomerację liczącą około 30 000 mieszkańców.

## Demografia
Według danych na rok 1990 gminę zamieszkiwało 13 400 osób, a gęstość zaludnienia wynosiła 155 osób/km² (wśród 1545 gmin Langwedocji-Roussillon Beaucaire plasuje się na 13. miejscu pod względem liczby ludności, natomiast pod względem powierzchni na miejscu 13.).

## Współpraca
Miejscowość partnerska:
- Farciennes, Belgia